# قرش حوتي
القرش الحوتي (الاسم العلمي: Rhincodon typus)(1) هو قرشٌ سَجّاديٌ بطيءُ الحركةِ يتغذى بالترشيح، ويُعد أكبر أنواع الأسماك الحية المعروفة حاليًا. يبلغُ طول أكبر فردٍ معروفٍ منه حوالي 18.8 مترًا (62 قدمًا). يحتلُ القرش الحوتي عديدًا من سجلات الحجم في المملكة الحيوانية، خصوصًا كونه أكبر الفقاريات الحية غير الثديية. يعتبرُ العضو الوحيد ضمن جنس Rhincodon والعضو الوحيد المُتبقي من فصيلة القروش الحوتية (Rhincodontidae)، التي تنتمي إلى طويئفة صفيحيات الخياشيم ضمن طائفة الأسماك الغضروفية. كانت مصُنفةً قبل عام 1984 ضمن جنس (Rhiniodon) تحت فصيلة (Rhinodontidae).
يتواجدُ القرش الحوتي عادةً في المياه المفتوحة للمحيطات الاستوائية، ونادرًا ما يتواجد في المياه التي تكون درجة حرارتها أقل من 21 درجة مئوية (70 درجة فهرنهايت). تقترح دراسات النَمذَجَة أنَّ مُدّة عُمر القرش الحوتي تبلغ حوالي 80 عامًا، وعلى الرغم من صعوبة القياسات، إلا أنَّ التقديرات من البيانات الميدانية تشيرُإلى أنَّه قد يعيشُ لمدةٍ تصل إلى 130 عامًا. تمتلك القروش الحوتية أفواهًا كبيرةً للغاية، وتتغذى بالترشيح، وهو أسلوبُ تغذيةٍ يُوجد في نوعين فقط من القروش الأخرى، وهي القرش عظيم الفم والقرش المتشمس، حيث تتغذى تقريبًا فقط على العَوالق والأسماك الصغيرة، ولا تشكل أي خطرٍ على البشر.
حُدد هذا النوع في أبريل 1828، وذلك بعد صيد عينةٍ بالرمح يبلغ طولها 4.6 مترًا (15 قدمًا) في خليج الطاولة [الإنجليزية] بجنوب أفريقيا. وفي العام التالي، وصفه أندرو سميث، وهو طبيبٌ عسكريٌ مرتبطٌ بالقوات البريطانية المُتمركزة في كيب تاون آنذاك. وأيضًا إلى كونه يتغذى بالترشيح مثل الحيتان البالينية.

## التصنيف
كان عالم الحيوان الإسكتلندي أندرو سميث أول من وضع وصفًا علميًا للقرش الحوتي، ونُشِرَ هذا الوصف في عام 1829، مع العلم أنَّ هذا النوع كان قد حُدد في أبريل 1828، وذلك بعد صيد عينةٍ بالرمح يبلغ طولها 4.6 مترًا (15 قدمًا) في خليج الطاولة [الإنجليزية] بجنوب أفريقيا. أما فصيلة القروش الحوتية فقد وضعها يوهانس بيتر مولر وفريدرش غوستاف ياكوب هنلي عام 1839. يُشير اسم القرش الحوتي (الاسم العلمي: Whale shark) إلى حجمه الكبير، حيثُ يشبه بعض أنواع الحيتان.

### مرادفات
لهذا النوع عدّة أسماء بديلة (مرادفات)، أشهرها ما يلي:
- ميكريستودوس بونكتاتوس (Micristodus punctatus) جيل، 1865.
- راينودون (Rhineodon) دينيسون، 1937.
- راينودون تايبس (Rhiniodon typus) أندرو سميث، 1828.
- راينودون بينتالينياتوس (Rhinodon pentalineatus) كيشينوي، 1901.
- راينودون يايبيكس (Rhinodon typicus) مولر وهينلي، 1839.

## الوصف
قد يحتوي فمُ القرش الحوتي على أكثر من 300 صفٍ من الأسنان الدقيقة و20 صفيحة ترشيحية تُستخدم لترشيح الغذاء. ويُوجد الفم في مُقدمة الرأس، وذلك على عكس العديد من القروش الأُخرى، حيث يكون الفم على الجانب السفلي من الرأس. وُثِقَ وُجود قرشٍ حوتيٍ كبير يبلغُ طوله 12.1 مترًا (39.7 قدمًا) ويمتلك فمًا يبلغُ عرضهُ 1.55 مترًا (5.1 قدمًا). يكون رأس القرش الحوتي عريضًا ومسطحًا، وتُوجد عينان صغيرتان في الزوايا الأمامية للرأس، وتقع المتنفسات خلف العينان. كما يمتلك خمسة أزواجٍ كبيرةٍ من الخياشيم. يكون لونُ القرش الحوتي رماديًا داكنًا مع بطنٍ أبيض، كما تُوجد بقعٌ وأشرطةٌ بيضاء أو رمادية شاحبة وتكون فريدةً في كل فرد. قد يصلُ سمك جلده إلى 15 سنتيمترًا وعند لمسه يكون قاسيًا وخشنًا جدًا. تُوجد ثلاث حوافٍ بارزةٍ على طول جانب القرش الحوتي، حيث تبدأ فوق الرأس وخلفه وتنتهي عند السويقة الذيلية. تُوجد زعنفتان ظهريتان تقعان بعيدًا نسبيًا في المنطقة الظهرية من الجسم، بالإضافة إلى زوجٍ من الزعانف الصدرية، وزوجٍ من الزعانف الحوضية، وزعنفةٍ شرجية وسطية. يحتوي الذيل على فصٍ علويٍ أكبر من الفص السفلي (ذيلٌ غير متساو الفصين). تتواجد الفتحات الخيشومية خلف عيني القرش الحوتي.
وُجد أنَّ القرش الحوتي يمتلكُ قشورًا شوكية حول عينيه، وتكون مرتبةً بشكلٍ مختلفٍ عن القشور الجسمية، حيث تعملُ هذه القشور على حماية العين من الضرر، بالإضافة إلى قدرة القرش الحوتي على سحب عينه عميقًا داخل التجويف.
نُشرَ الجينوم الكامل والمُفصل للقرش الحوتي في عام 2017.

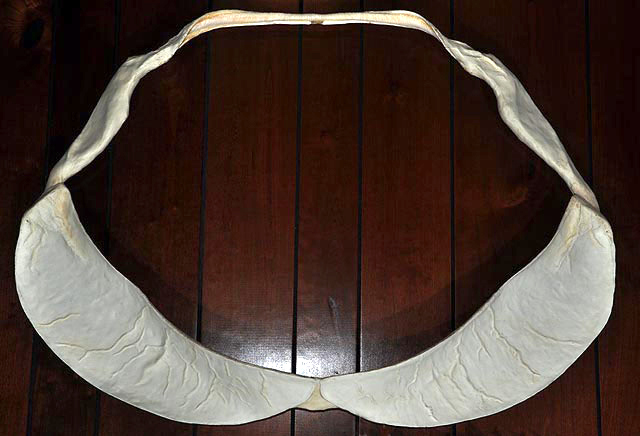
الفكوك
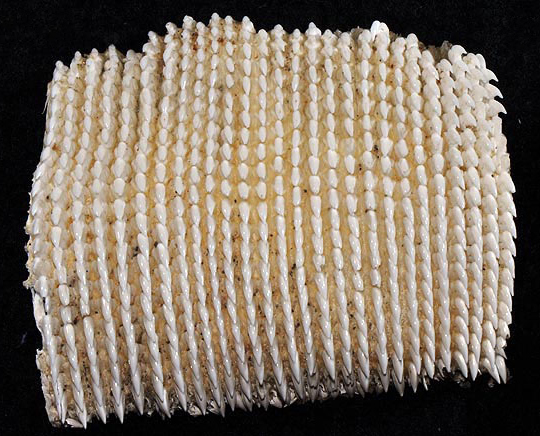
الأسنان
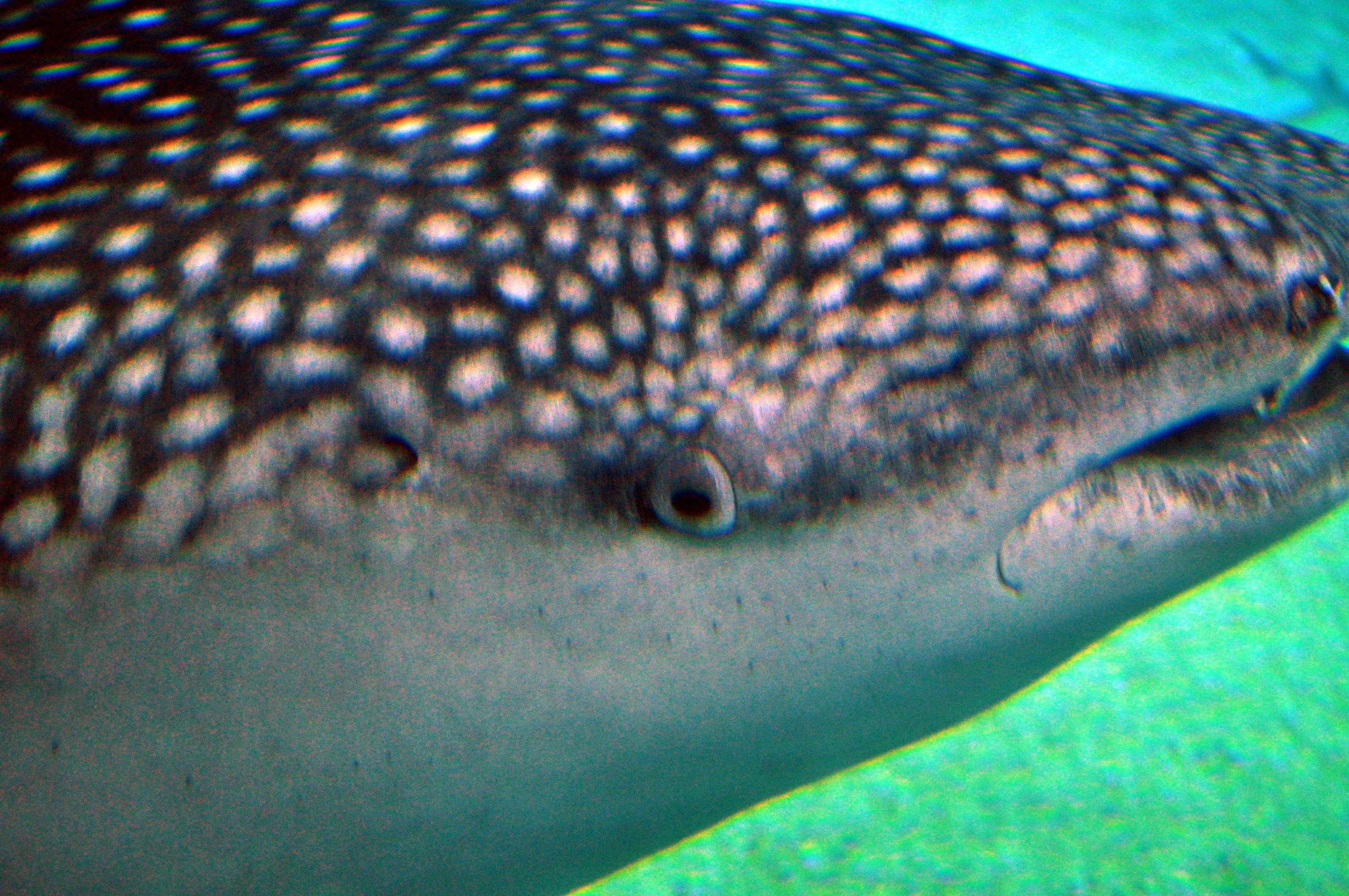
العين
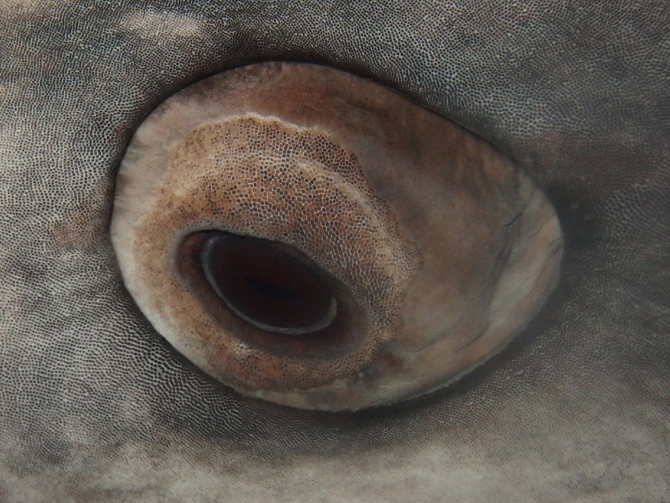
صورةٌ مقربة تُظهر حراشف العين
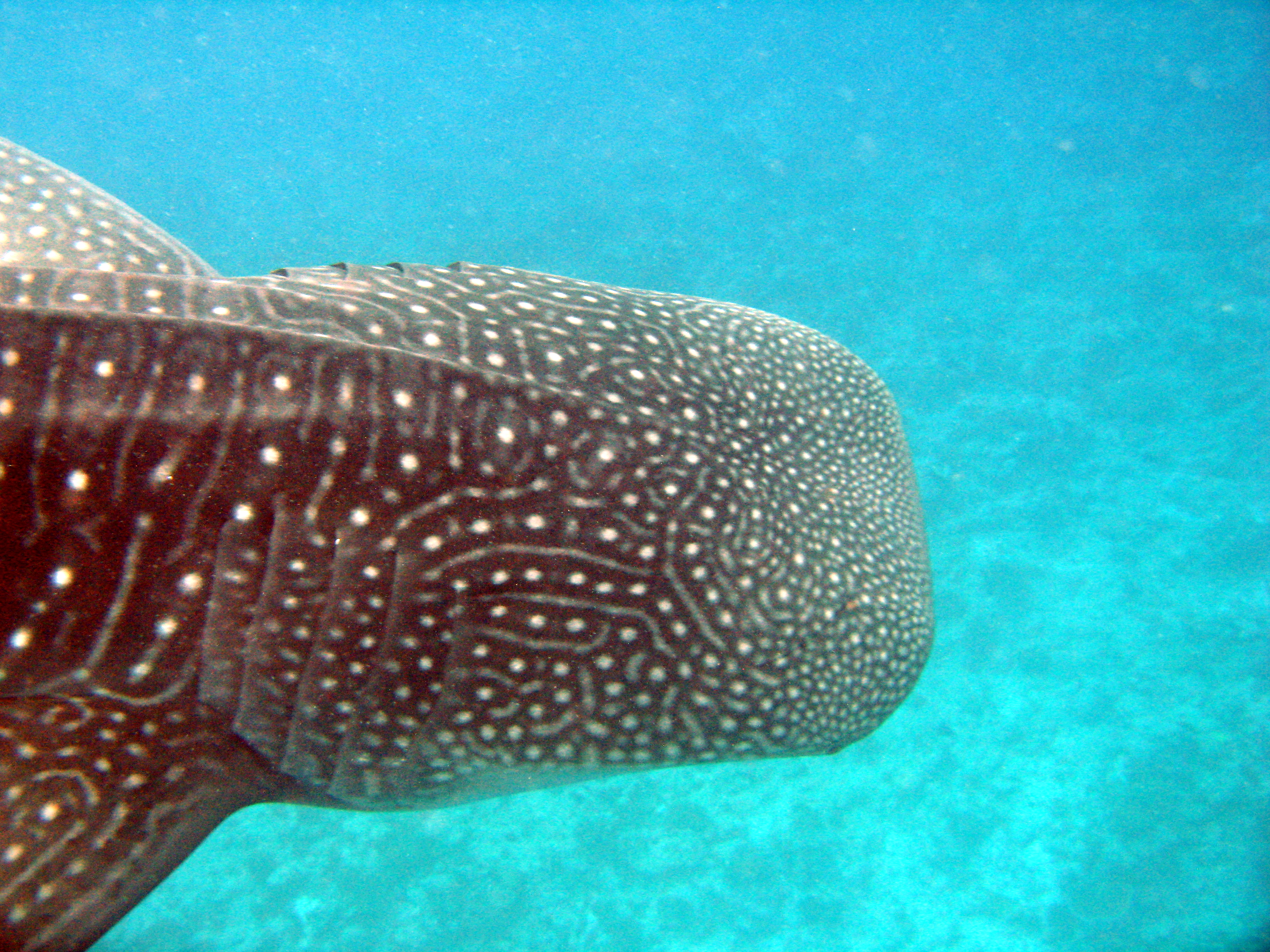
أعلى الرأس

### الحجم
يُعد القرش الحوتي أكبر حيوانٍ في العالم لا ينتمي إلى الحيتانيات. تشير الأدلة أنَّ مثنوية الشكل الجنسي تظهر في القرش الحوتي حسب الحجم، مع العلم أنَّ الذكور لا تنمو إلى حجم الإناث. تخصصت دراسةٌ في نمو أفراد القرش الحوتي على مدى 10 سنوات، وخلَصت إلى أنَّ متوسط طول الذكور يبلغ 8 إلى 9 أمتار (26 إلى 30 قدمًا)، ولكن على الرغم من ذلك، إلا أنَّ هذا لا يُمثل أقصى حجمٍ ممكن له. كما توقعت الدراسة نفسها أنَّ متوسط طول الإناث قد يصل إلى حوالي 14.5 مترًا (48 قدمًا)، وذلك بناءً على بياناتٍ محدودة. أظهرت الدراسات السابقة التي تقدر نمو وطول عمر القرش الحوتي تقديراتٍ تتراوح من 14 إلى 21.9 مترًا (46 إلى 72 قدمًا) في الطول. تُشير أدلةٌ مَحدودةٌ معظمها من الذكور إلى أنَّ النضج الجنسي يحدث غالبًا بطول 8 إلى 9 أمتارٍ (26 إلى 30 قدمًا)، مع احتمال أن تنضج الإناث بنفس الحجم أو أكبر. يُعد أكبر طولٍ إجماليٍ يُمكن أن تصل إليه الأنواع غيرُ معروفٍ؛ بسبب نقص التوثيق التفصيلي لأكبر الأفراد المبلغ عنها. كان قد أُبلغ عن عدة قروشٍ حوتية يبلغ طولها حوالي 18 مترًا (59 قدمًا).
يصعُب قياسُ القروش الحوتية الكبيرة بدقةٍ على الأرض وفي الماء، فعند قياسه على الأرض، قد يتأثر الطول الإجمالي بكيفية وضع الذيل، والذي قد يكون إما بزاويةٍ كما هو في الحياة أو يُمدُ إلى أقصى حدٍ مُمكن. استعملت تاريخيًا العديد من التقنيات للقياسات في الماء، وتتضمن القياس بالمُقارنة مع أجسامٍ ذات حجمٍ معروف بالإضافة إلى الحبال المعقودة، ولكنَّ هذه الأساليب تُعد غير دقيقةٍ. اقتُرح في عام 2011 استعمال المسح التصويري بالليزر لتحسين دقة القياس.

### تقارير حول أكبر الأفراد
استطاع عالمُ الطبيعة الأيرلندي إدوارد بيرسيفال رايت الحصول على عدة عيناتٍ لقروش حوتيةٍ صغيرة في السيشل عام 1868. أُبلغ إدوار رايت عن وجود قرشٍ حوتي تجاوز طوله 14 مترًا (45 قدمًا). كما ادعى إدوارد رايت أنه لاحظ عيناتٍ يزيد طولها عن 15 مترًا (50 قدمًا) وذُكرت عيناتٍ يزيد طولها عن 21 مترًا (70 قدمًا).
وصف هيو سميث حيوانًا ضخمًا كان قد صيد في مصيدة أسماكٍ من الخيزران في تايلاند عام 1919، ولكنَّ القرش كان ثقيلًا جدًا بحيث لا يُمكن سحبه إلى الشاطئ، وبالتالي لم تُؤخذ له أي قياساتٍ. علم هيو سميث عبر مصادر مستقلة أنه كان يبلغ طوله 10 وا [الإنجليزية] (وحدة قياس طول تايلندية تمثل المسافة بين شخصين يقفان مقابل بعضهم البعض وأذرعهما ممدودة). أشار هيو سميث إلى أنه يمكن تفسير أنَّ الواحد وا إما 2 مترًا (6.6 قدمًا) أو المتوسط التقريبي من 1.7 إلى 1.8 مترًا (5.6-5.9 قدمًا) وذلك بناءً على الصيادين المحليين. ذكرت مصادر لاحقة أنَّ هذا القرش الحوتي يبلغ حوالي 18 مترًا (59 قدمًا)، ولكن شُكك في دقة التقدير.
في عام 1934، صادفت سفينة تُدعى ماونغانوي (Maunganui) سمكة قرشٍ حوتي في جنوب المحيط الهادئ، وصدمتها، وأصبح القرش عالقًا في مقدمة السفينة، ويفترض أنَّ ارتفاعها يبلغ 4.6 مترًا (15 قدمًا) على جانب واحدٍ و12.2 مترًا (40 قدمًا) من الناحية الأخرى، مما يشير إلى أنَّ إجمالي طول القرش يبلغ حوالي 17 مترًا (55 قدمًا).
أبلغ سكوت آيه. إيكرت (Scott A. Eckert) وبرنت إس. ستيوارت (Brent S. Stewart) عبر تتبع الأقمار الصناعية [الإنجليزية] لقروشٍ حوتية بين عامي 1994 و1996، حيث تُعُقِبَ 15 فردًا، وأُبلغ منهم عن أنثى بطول 15 مترًا (49 قدمًا) وأُخرى بطول 18 مترًا (59 قدمًا). كما أُبلغ عن قرشٍ حوتي اندفع نحو الشاطئ عام 1995، وذلك على طول ساحل راتناجيري [الإنجليزية]، وكان طوله 20.75 مترًا (68.1 قدمًا). أُبلغ أيضًا عن أنثى يبلغ طولها القياسي 15 مترًا (49 قدمًا) (ويقدر طولها الإجمالي بحوالي 18.8 مترًا (62 قدمًا)) من بحر العرب في عام 2001. في دراسةٍ أُجريت عام 2015 تبحث في حجم الحيوانات البحرية الضخمة، حيث اعتبر ماكلين وزملاؤه أنَّ هذه الأنثى هي الأكثر موثوقية وقياسًا بدقة.
عثر في 7 فبراير 2012 على قرشٍ حوتيٍ كبير يطفو على مسافة 150 كيلومترًا (93 ميلًا) قبالة ساحل كراتشي في الباكستان، وذُكر أنَّ طول العينة يتراوح بين 11 إلى 12 مترًا (36 إلى 39 قدمًا)، ويبلغ وزنها حوالي 15,000 كغم (33,000 رطلًا).

## الانتشار والموطن
ينتشرُ القرش الحوتي في جميع البحار الاستوائية والمُعتدلة الدافئة، ويُعد من أسماك البحر المفتوح، ويمكن العثور عليه في كلٍ من الموائل الساحلية والمحيطية في البحر المفتوح ولكن ليس في أعماق المحيط الأكبر، وذلك على الرغم من أنه من المعروف أنها تغوص أحيانًا إلى أعماقٍ تصل إلى 1,900 متر (6,200 قدم). يُعد القرش الحوتي من الأسماك المُهاجرة وتوجد مجموعتان فرعيتان متميزتان: مجموعةٌ في المحيط الأطلسي، من مين والأزور إلى رأس أقولاس في جنوب أفريقيا، والمجموعة الأخرى في المحيطين الهندي والهادئ وتضم 75% من مجموع أفراد القرش الحوتي. عادةً ما يتواجد القرش الحوتي بين 30 درجة شمالًا و35 درجة جنوبًا حيث تكون درجات حرارة المياه أعلى من 21 درجة مئوية (70 درجة فهرنهايت) ولكنه رُصد شمالًا، مثلًا في خليج فندي في كندا، وبحر أوخوتسك شمال اليابان، وجنوبًا مثل فيكتوريا في أستراليا.
تُحدث تجمعاتٌ موسميةٍ للتغذية في العديد من المواقع الساحلية مثل الخليج العربي وخليج عمان، وشعاب نينغالو [الإنجليزية] في غرب أستراليا، وجزيرة داروين [الإنجليزية] في غالاباغوس، وكينتانا رو في المكسيك، وإقليم إنهامبان في الموزمبيق، والفلبين، وحول ماهيه في السيشل، وسواحل غوجارات وكيرلا في الهند، وتايوان، وجنوب الصين وقطر.
في عام 2011، تجمع أكثر من 400 قرشٍ حوتي قبالة ساحل يوكاتان، حيث يُعد أحد أكبر التجمعات المُسجلة للقروش الحوتية. تُعد التجمعات في تلك المنطقة واحدةً من بين التجمعات الموسمية الأكثر موثوقيةً والمعروفة للقروش الحوتية، حيث تحدث أعداد كبيرة في معظم السنوات بين مايو (أيار) وسبتمبر (أيلول). نمت السياحة البيئية المرتبطة بها بسرعةٍ إلى مستوياتٍ غير مُستدامة.

## النمو والتكاثر
تُعد طريقة نمو وتكاثر القرش الحوتي غير واضحة تمامًا، فقد اختلف الباحثون فيما إذا كان يتكاثر سنويًا أو مرتين بالسنة، مما يؤثر على تحديد عمر القرش حوتي وطوله ونموه خلال دورة الحياة، فيما قارنت دراسةٌ نًشرت عام 2020 نسبة نظائر الكربون-14 التي وُجدت في خط نمو قرشٍ حوتي والتي تعود لتجاربٍ نووية حدثت في خمسينات وستينات القرن العشرين، حيث وجدت أنثى قرشٍ حوتي يبلغُ عمرها 50 عامًا وطولها 10 أمتار (33 قدمًا)، وذكرًا عمره 35 عامًا وطوله 9.9 مترًا. بينت دراساتٌ مُختلفةٌ أخرى حول نمو القروش الحوتية وقياساتها في البيئة، بأنَّ معدلَ حياة الفرد منها يبلغ قرابة 80 عامًا وقد يصل إلى قرابة 130 عامًا.
تُشير الأدلة أنَّ الذكور تنمو أسرع من الإناث في مراحل مبكرة من الحياة، ولكنَّ أحجامها القصوى صغيرة. كما تُظهر القروش الحوتية نضجًا جنسيًا متأخرًا. قدرت دراسةٌ واحدةٌ حول القروش الحوتية التي تسبحُ بشكلٍ حر أنَّ عمر البلوغ في الذكور يكون قرابة 25 عامًا.
لم يدرس صغير القرش حوتي، ولكنه لوحظ مرتين في منطقة سانت هيلينا، وصُوِّر التزاوج لأول مرة في خليج نينجالو في أستراليا سنة 2019 بواسطة مروحية، عندما فشلت محاولة ذكر بالغ التزاوج مع أنثى يافعة.
بإمساك أنثى قرش حوتي حامل بحوالي 300 جنين، حدد كون القرش تتكاثر بالولادة، وتبقى البيوض داخل حجر الأنثى وتلد الإناث الصغار بطول إجمالي يقدر بحوالي (40 - 60)سم. أثبتت الدراسات أن الأنثى لم تلد جميع الأجنة دفعة واحدة، لكنها تحتفظ بالحيوانات المنوية مدة طويلة من تزاوج واحد وتنتج منها الجراء مدى الحياة.
في 7 من مارس 2009، اكتشف الباحثون البحريون في الفليبين ما يشار إليه بأصغر أصناف القرش حوتي، جرو قرش حوتي بطول إجمالي 38 سم، حيث وُجِدَ مربوطَ الذيلِ بأحد الأوتاد على شاطئ بيلار في سورسوجون في الفليبين، وحُررَ منها ليعود إلى المياه، وبناءً على هذا الاكتشاف، اعتبر الباحثون هذه المنطقة تعد إحدى مناطق التغذية لهذا النوع من الأسماك، وقد يكون مكاناً للتكاثرِ أيضاً. كما شوهدت أفراخ وإناث حوامل من القرش حوتي في مياه سانت هيلينا جنوبي المحيط الأطلسي خلال فترات الصيف.
وفقاً لتقرير من رابلر في شهر آب من عام 2019، كان يظهر القرش الحوتي خلال حملات التصوير التي يقوم بها الصندوق العالمي للطبيعة الفليبيني، وذلك في النصف الأول من العام، وشوهد إجمالياً 168 مرةً، منها 64 مشاهدات متكررة أو ظهور سابق مسجل لهذا القرش الحوتي.
وسجل الصندوق العالمي للطبيعي رؤية حيوانات فتية منه كان قد سجلها 168 متطوعاً في النصف الأول من عام 2019، ويشير ظهورهم المتكرر على وجود معبر لهذا النوع من الحيوانات، مما يزيد الأهمية البيئية لهذه المنطقة.

## التغذية

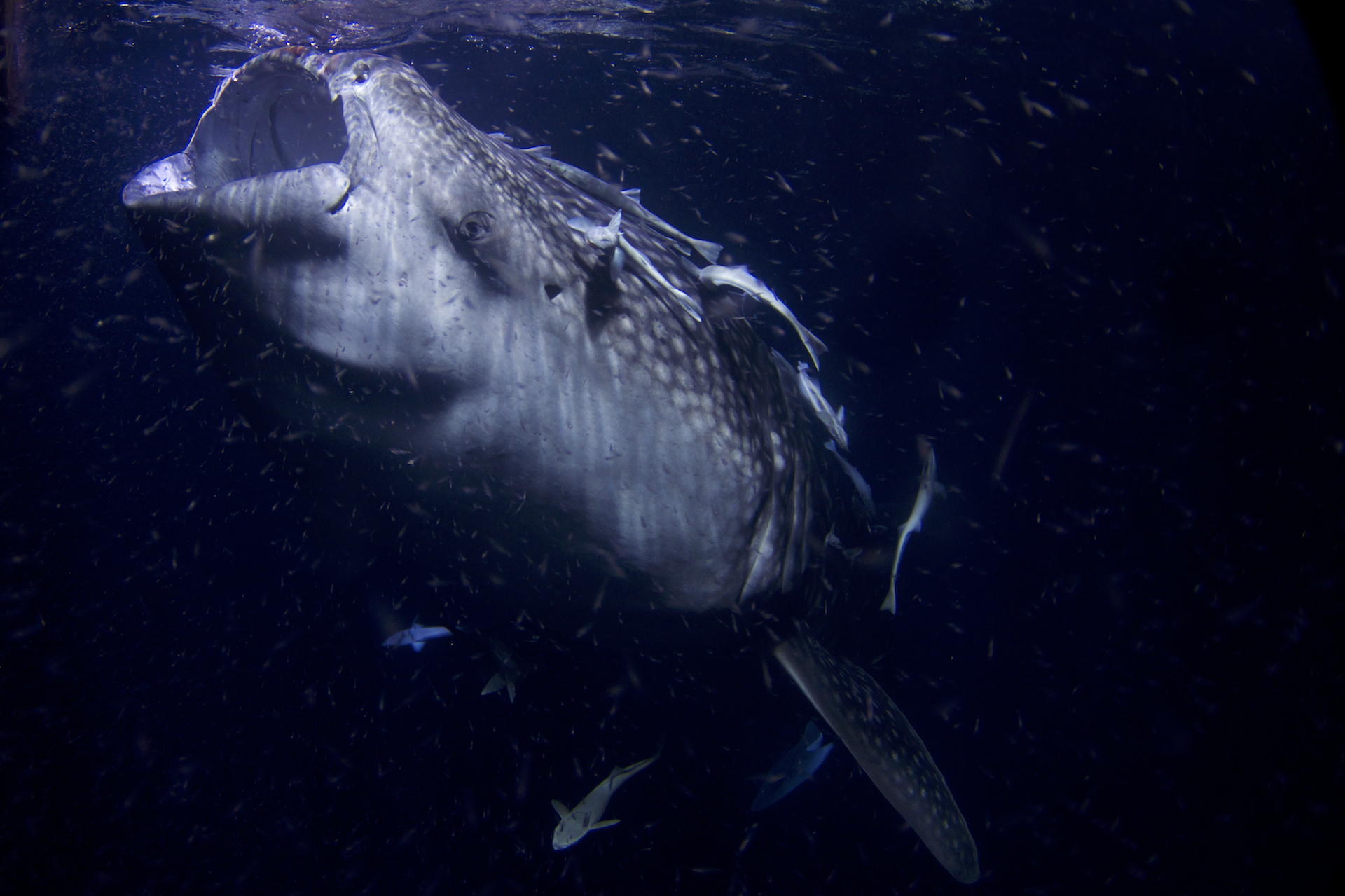
قرش حوتي يتغذى بالترشيح على عوالق في المالديف

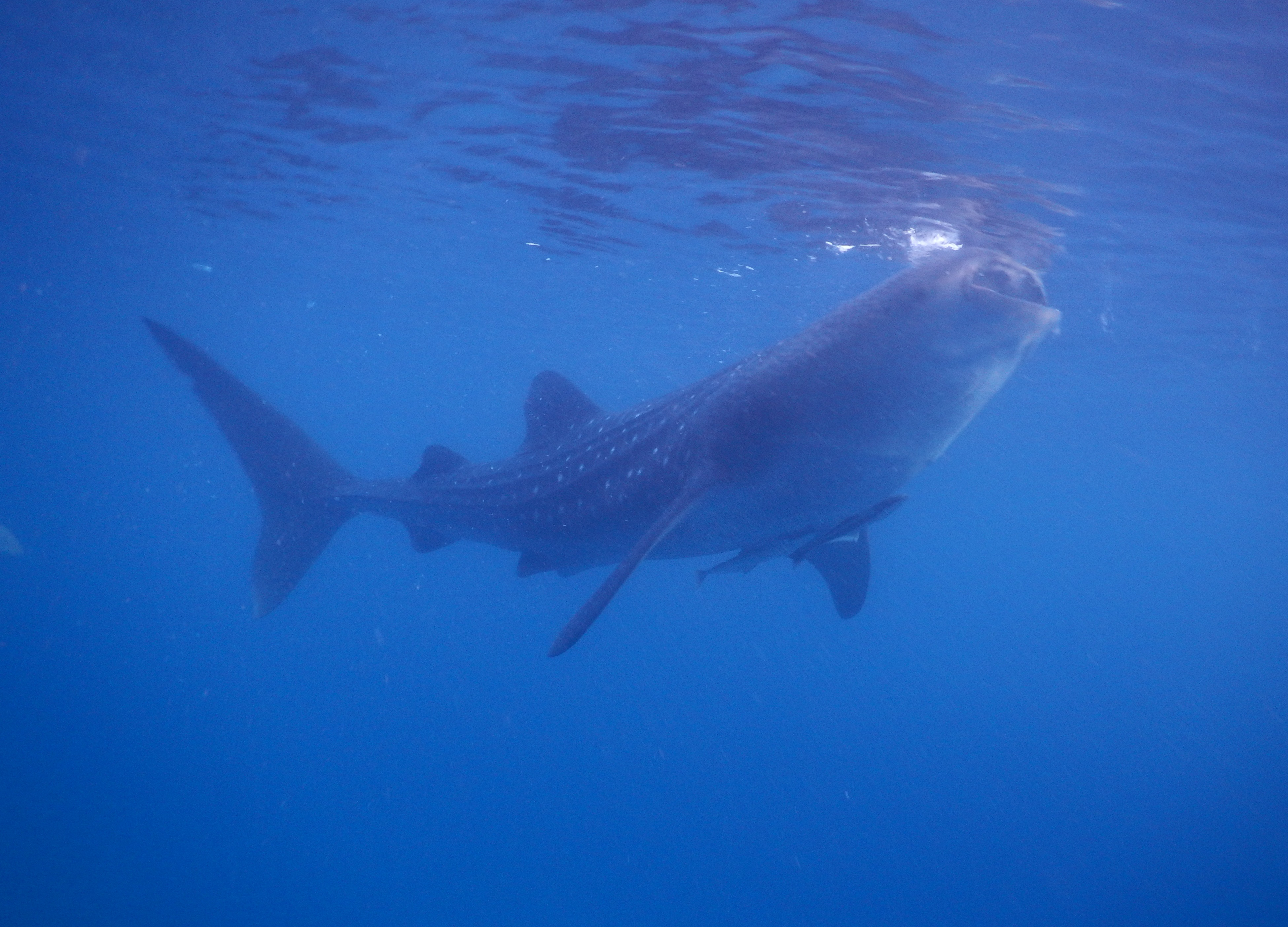
قرش حوتي يظهر مع الأسماك اللشكلية

يتغذى القرش الحوتي بطريقة الترشيح، وهو واحد من ثلاثة أنواع معروفة حتى الآن من القروش التي تتغذى بهذه الطريقة (والآخران هما القرش المتشمس والقرش عظيم الفم). وترتكز تغذيته على العوالق والتي تتضمن سلطعون جزيرة كريسماس الأحمر، والبطرخ و الكريليات، والمجذافيات الأرجل. بالإضافة للسابحات الصغيرة كأسماك سبيدج وبيوض الأسماك المجمعة أثناء الإباضة الجماعية للأسماك والمرجانيات.
لا تلعب الأسنان الأفقية الموجودة عند هذا النوع من القروش دوراً في التغذية، إذ أن عملية التغذية بالترشيح ترتكز على فتح الفم والتقدم إلى الأمام لدفع المغذيات داخل الفم، أو قد يدخل الطعام بالشفط النشط حيث يفتح الحيوان فمه لإدخال الطعام مع الماء، ويغلقه ليخرج بقية الماء الزائد طرداً عبر الخياشيم. وفي كلتا الحالتين تعمل وسادات المرشحات على فصل الغذاء عن الماء، وهذه تقنية فريدة تشبه المنخل في جرافات خيشومية معدلة.
يفصل الطعام بطريقة الترشيح المتدفق المتقاطع، حيث تمر المياه موازية لسطح الوسادات الترشيحية، وليس عمودية خلالها، قبل أن تمر إلى الخارج، بينما تبقى جزئيات الطعام ذات الكثافة الأعلى في الحلق.، وتعد هذه الطريقة فعالة جداً لتحسين الفلترة على سطح الوسادات، كما لوحظ القرش الحوتي "يسعل"، وذلك لإزالة بقايا الجزيئات الملتصفة على أسطح الوسادات، ويهاجر القرش الحوتي للتكاثر أو للتغذية.
يعتبر القرش الحوتي مغذياً نشطاً، يستهدف تركيزات من العوالق أو الأسماك. حيث يستطيع ضغط تغذية المرشح أو يمكنه البلع في وضع ثابت، على عكس سمك القرش المتشمس السلبي الذي لا يضخ الماء بل تسبح لإجبار خروج الماء عبر خياشيمها.، ويقدر كمية الغذاء التي يتناولها القرش الحوتي الصغير بحوالي 21 كيلوغراماً من العوالق يومياً.
فيما سجل برنامج كوكب الأرض -برنامج على لشبكة البي بي سي- القرش الحوتي وهو يتغذى هلى مجموعة من الأسماك الصغيرة. كما أظهر ذات الوثائقي لقطات للقرش يتزامن توقيت وصوله مع التبويض الجماعي لأسماك المياه الضحلة للتغذية على بيوضها والحيوانات المنوية.
من المعروف أن أسماك قرش الحوت تفترس مجموعة من العوالق والكائنات الدقيقة النيكتونية الصغيرة. وتشمل هذه الكريل ويرقات السلطعون وقنديل البحر والسردين والأنشوجة والماكريل والتونة الصغيرة والحبار. يمكن تلخيص عملية التغذية بالدفع إلى المرشح أو ما تسمى "التغذية غير الفعالة"، عبر سباحة سمك القرش حوتي بسرعة ثابتة فاتحاً فمه بالكامل، مما يجهد جزيئات الفريسة من الماء ويدفعها للداخل عبر الدفع الأمامي، تحدث هذه العملية عادةً عند وجود الفريسة بكثافة منخفضة.

## العلاقة مع البشر

### السلوك مع الغواصين

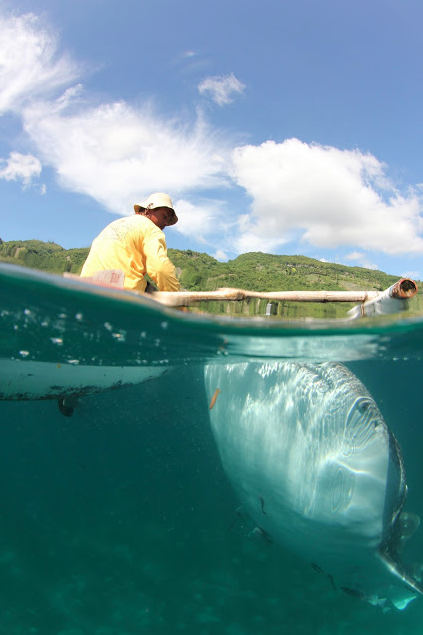
تظهر أسماك القرش حوتي على إحدى شواطئ أوسلوب في الفيليبين حينما يتم تغذيتها بالقريدس.

على الرغم من حجمها الضخم، إلّا أنَّ أسماك القرش حوتي لا تشكل خطراً على البشر، فهي سهلة الإنقياد وأحياناً ما تسمح للناس بركوبها.
لكن لا تُمارَس هذه الهواية، تجنباً لخوف هذه الأسماك، في حين أنّ صغارها وديعة ويمكن أن تلعب مع الغواصين، والتقاط الصور معها تحت الماء.
شاهد الغواصون القرش الحوتي في العديد من الأماكن منها جزر الخليج في هندوراس، وتايلندا، وإندونيسيا، والفيليبين، وجزر المالديف، والبحر الأحمر، بالإضافة لشواطئ نينجالو غربي أستراليا، وشواطئ تايوان وبنما، وبيليز، وشاطئ توفو في الموزمبيق، وخليج سودوانا، والمكسيك، وماليزيا الغربية، وجزر شبه جزيرة ماليزيا الشرقية في جنوب إفريقيا.

### حالة الحفظ
لايوجد في الوقت الحالي عدد تقديري لإجمالي أسماك القرش الحوتي عالمياً، ولكن يُصنف الاتحاد الدولي لحفظ الطبيعة هذا النوع ضمن الصنف المهدد بالانقراض نظراً لتعامل الصيادين معه، وبسبب عمليات الصيد العرضي، وحوادث السفن، مقارنة بدورة حياته الطويلة، والنضج المتأخر. فيما صنفت دائرة الحفظ بنيوزلندا هذا النوع ضمن تصنيف "مهاجر" مع صفة "آمن عبر البحار (آمن في موطنه الطبيعي خارج نطاق نيوزلندا)" وذلك وفق نظام التصنيف النيوزلندي للحفظ. كما صُنِّفَ مع ستة أنواع أخرى من القروش ضمن مذكرة تفاهم بشأن الحفاظ على أسماك القرش المهاجرة في اتفاقية حفظ أنواع الحيوانات البرية المهاجرة، وقد منعت الفيليبين عام 1998 جميع أنواع صيد وبيع وتصدير واستيراد أسماك القرش الحوتي لأهداف تجارية، تبعتها الهند في مايو عام 2001، وتايوان في مايو عام 2007.
حدث تسرب النفط في خليج المكسيك عام 2010؛ أدى ذلك لتسريب حوالي 4900000 برميلاً من النفط (780 000 م3) من النفط ليطفو في منطقة دلتا المسيسيبي، حيث شوهدت حوالي ثلث أسماك القرش حوتي سابقاً. أكدت المشاهدات لاحقاً عدم مقدرة هذه الأسماك على تجنب البقع النفطية في الدلتا، بالإضافة لعدم قدرتها على التغذية هناك، بالرغم من ذلك لم تسجل أي حالة موت للقرش حوتي.
أضيفت أسماك القرش حوتي أيضاً إلى الملحق الثاني من معاهدة التجارة العالمية لأصناف الحيوان والنبات البري المهدد بالانقراض عام 2003، لتنظيم التجارة الدولية للأصناف الحية وأجزاءها، لكنَّ العديد من هذه الأسماك اصطيدت بشكل غير شرعي في الصين لزعانفها وحراشفها وزيتها.

### في الأسر

سمكة قرش حوتي في حوض جورجيا، في أتلانتا.

ينتشر القرش حوتي في عدد محدود من الأحواض حول العالم، لكن حجمه الكبير يستدعي وجود أحواض ضخمة ليسبح ضمنها؛ كما يعتمد غذاؤه على نوع خاص من الأطعمة. لذلك ضخامة حجمها ونوع المأكل الذي تعتمد عليه أدى إلى معارضة بقائها في الأسر، خاصةً بعد تسجيل وفاة مبكر لعدد منها ، كما أنّه يحتفظ بالعديد منها ضمن أحواض ضيقة في الصين.
أول محاولة للاحتفاظ بسمك قرش حوتي في حوض كانت عام 1934، عندما أُبقيت لأربعة أشهر في خليج طبيعي مسيَّج في مقاطعة إزو في اليابان، وقد سجلت أول محاولة لإيداع سمك قرش حوتي في حوض مائي عام 1980 من قبل شركة أحواض أوكناوا تشوراومي (والتي عرفت لاحقاً باسم متنزه محيط أوكسبو) في اليابان. ومنذ ذلك التاريخ، احتفظ بالعديد من الأسماك في أوكناوا، حيث يتم الحصول عليها من الصيادين الذين يصطادونها عبر الشباك الساحلية بطريقة الصيد العرضي ،حتى عام 2009 عندما أطلقت العديد من الأسماك من الأسر بسبب تأثرها به وضعفها.، تجدر الإشارة إلى أنَّ بقاء الأسماك في الأسر حية منخفضة. بعد حل الصعوبات الأولية في الاحتفاظ بالأنواع، استطاعت العديد من أسماك القرش حوتي النجاة في الأسر لمدة طويلة، وقد سجل رقم قياسي لبقاء أحد أسماك القرش حوتي في الأسر لأكثر من 18 عاماً في حوض أوكناوا تشورامي، وذلك عام 2017،
وبعد أحواض أوكناوا، بدأت أحواض أوساكا في اليابان بالاحتفاظ بهذه الأسماك، حيث قامت عدة أبحاث حول طريقة الاحتفاظ بهذه الأصناف ضمن هاتين المؤسستين.
منذ منتصف التسعينيات من القرن العشرين، احتفظت عدة أحواض في اليابان بهذا الصنف منها (أحواض مدينة كاغوشيما، وعالم كينوساكا المائي، وحوض نوتوجيما، و حوض أويتا البيئي، والجنة البحرية ليوكوهاما هايجيما)، وفي حوض أكوا بلانت جيجو في كوريا الجنوبية، وعدة أحواض في الصين منها (إمبراطورية محيط تشيميلونغ، وحوض داليان، و حوض غوانزو في حديقة الحيوان في غوازو)، و المتحف الوطني للحياة البحرية والأحواض في تايوان وأحواض تريوفانقابورام في الهند وفي أتلانتس دبي في الإمارات العربية المتحدة، حيث احتفظ ببعض هذه الأسماك لفترة طويلة وآخرى لفترة قصيرة جداً.
أُنقذت سمكة القرش حوتي -المحتفظ بها في أتلانتس دبي- من المياه الضحلة عام 2008، وقد كانت معرضة لسحجات في زعانفها. وبعد إعادة تأهيلها وتعافيها، أُعيدت إلى البحر عام 2010، بعد بقاءها 19 شهراً في الحوض. خطط متنزه الحياة البحرية في سنغافورة للاحتفاظ بأسماك القرش حوتي، لكنه عدل عن هذه الفكرة عام 2009.
خارج قارة آسيا، يحتفظ بأسماك القرش حوتي في مكان وحيد هو أحواض جورجيا في أتلانتا في الولايات المتحدة الأميركية، لكنه يعدُّ عملاً غير عادي بسبب عملية النقل التي تستغرق وقتاً طويلاً، واللوجستيات المعقدة اللازمة لاحضار هذا النوع من الأسماك إلى الأحواض في الولايات المتحدة، والتي تستغرق حوالي 28 إلى 36 ساعة. تحتفظ جورجيا بأربعة أسماك قرش حوتي، اثنان مؤنثتان باسم أليس وتريكسي، وصلتا جورجيا عام 2006، واثنان ذكور باسم تاروكو ويوشان، كانوا قد وصلوا عام 2007. استوردت جميع هذه الأسماك من تايوان من عمليات الصيد التجاري والتي غالباً ما تستخدم في الأطعمة، وذلك بعد أن سبق للولايات المتحدة الأميركية أن استوردت ذكران بذات الطريقة ونفقوا عام 2007. أغلقت تايوان هذه المصائد كلياً عام 2008.

### الثقافة البشرية
تسمى أسماك القرش حوتي في مدغشقر ب ماروكينتانا والتي تعني النجوم المتعددة باللغة الملغاشية، بسبب ظهور ما يشبه النجوم على ظهر هذه الأسماك. فيما تسمى باللغة الفليبينية ب بوتاندينغ أو باليلان، ويظهر القرش حوتي على الوجه الخلفي للمئة بيزو في الفيليبين. وقانونياً يجب الغوص أو السباحة بمسافة تبعد حوالي متر وربع عن هذه الأسماك، ويُحاكم بالسجن كل من يلامس هذه الأسماك. كما تعرف أسماك القرش حوتي باسم جنبي زامي في اليابان (بسبب العلامات التي تحويها على جسمها). وباسم غورانو بينتانغ في إندونيسيا و سا ونج في الفيتنام والتي تعني حرفياً السيد سمكة.، تجدر الإشارة أن سمكة القرش حوتي ظهرت على إصدار 2015-2017 من عملة الألف روفيه مالديفية، متلازمة مع سلحفاة خضراء.

## الهوامش
- «1»: القِرْش الحُوتِيّ[ِ 1][ِ 2][ِ 3] أو القرش الحوت[ِ 4] أو الحوت القرش[ِ 3] أو سمك قرش الحوت[ِ 3] (بالإنجليزية: Whale shark)‏. اسمه العلمي رينكودن تايبس (الاسم العلمي: Rhincodon typus)، ويُعود أصله إلى (باللاتينية: rhyngchos) والتي تعني خَطْم (بالإنجليزية: snout)‏، و(باللاتينية: odous) والتي تعني أَسْنان (بالإنجليزية: teeth)‏، أما (بالإنجليزية: typus)‏ فتعني نَمَط، وبالتالي يُمكن أن يُترجم إلى [القرش] ذو الخطم المسنن النمطي؛ وذلك نسبةً لاحتواء فمه على أكثر من 300 صفٍ من الأسنان الدقيقة،[87] كما قد يُسمى القرش خطمي الأسنان أو القرش مِبْرَدي الأسنان أو القرش مِكْشَطِي الأسنان.

### باللغة الإنجليزية
1. ↑  "Rhincodon typus in the Paleobiology Database". أعمال الحفريات. مؤرشف من الأصل في 2021-02-24. اطلع عليه بتاريخ 2020-01-31.
2. 1 2 3 4 5  Melville، R. V. (1981). "Opinion 1278. The Generic Name Rhincodon A. Smith, 1829 (Pisces): Conserved". The Bulletin of Zoological Nomenclature. ج. 41 ع. 4: 215–217. مؤرشف من الأصل في 2021-01-01.
3. 1 2  Müller، J.؛ Henle، J. (1841). Systematische Beschreibung der Plagiostomen. Berlin: Veit und Comp. ص. 77. مؤرشف من الأصل في 2021-01-01.
4. ↑  Smith، Andrew (1829). "Contributions to the Natural History of South Africa, &c". The Zoological Journal. ج. 4: 443–444. مؤرشف من الأصل في 2021-01-01.
5. 1 2  Smith، Andrew (5 نوفمبر 1828). "Descriptions of New or imperfectly known Objects of the Animal Kingdom, found in the South of Africa". The South African Commercial Advertiser. ج. 3 رقم  145. مؤرشف من الأصل في 2019-03-12 – عبر Center for Research Libraries Document Delivery System. Reprinted in Penrith (1972).
6. 1 2  Penrith، M. J. (1972). "Earliest Description and Name for the Whale Shark". Copeia. ج. 1972 ع. 2: 362. DOI:10.2307/1442501. JSTOR:1442501.
7. 1 2 3 4  McClain CR, Balk MA, Benfield MC, Branch TA, Chen C, Cosgrove J, Dove ADM, Gaskins LC, Helm RR, Hochberg FG, Lee FB, Marshall A, McMurray SE, Schanche C, Stone SN, Thaler AD. 2015. "Sizing ocean giants: patterns of intraspecific size variation in marine megafauna". PeerJ 3:e715 دُوِي:10.7717/peerj.715.
8. 1 2
9. 1 2 3 4  Hsu, Hua Hsun; Joung, Shoou Jeng; Hueter, Robert E.; Liu, Kwang Ming (2014). "Age and growth of the whale shark (Rhincodon typus) in the north-western Pacific". Marine and Freshwater Research (بالإنجليزية). 65 (12): 1145. DOI:10.1071/MF13330. ISSN:1323-1650.
10. 1 2  Colman، J. G. Froese، Ranier؛ Pauly، Daniel (المحررون). "Rhincodon typus". FishBase. مؤرشف من الأصل في 2016-04-01. اطلع عليه بتاريخ 2006-09-17.
11. 1 2 3 4 5 6  Perry, Cameron T.; Figueiredo, Joana; Vaudo, Jeremy J.; Hancock, James; Rees, Richard; Shivji, Mahmood (2018). "Comparing length-measurement methods and estimating growth parameters of free-swimming whale sharks (Rhincodon typus) near the South Ari Atoll, Maldives". Marine and Freshwater Research (بالإنجليزية). 69 (10): 1487. DOI:10.1071/MF17393. ISSN:1323-1650.
12. 1 2  Brunnschweiler، J. M.؛ Baensch، H.؛ Pierce، S. J.؛ Sims، D. W. (3 فبراير 2009). "Deep-diving behaviour of a whale shark Rhincodon typus during long-distance movement in the western Indian Ocean". Journal of Fish Biology. ج. 74 ع. 3: 706–14. DOI:10.1111/j.1095-8649.2008.02155.x. PMID:20735591.
13. ↑  Martin، R. Aidan. "Rhincodon or Rhiniodon? A Whale Shark by Any Other Name". ReefQuest Centre for Shark Research. مؤرشف من الأصل في 2021-02-25.
14. ↑  Compagno، L. J. V. "Species Fact Sheet, Rhincodon typus". Food and Agriculture Organization of the United Nations. مؤرشف من الأصل في 2021-02-28. اطلع عليه بتاريخ 2006-09-19.
15. ↑  "Whale Sharks, Rhincodon typus". MarineBio.org. اطلع عليه بتاريخ 2018-05-17.
16. ↑  Kaikini، A. S.؛ Ramamohana Rao، V.؛ Dhulkhed، M. H. (1959). "A note on the whale shark Rhincodon typus Smith, stranded off Mangalore". Central Marine Fisheries Research Unit, Mangalore. مؤرشف من الأصل في 2020-12-05.
17. ↑  Norman, Brad. (2002). CITES identification manual. Environment Australia. ISBN:0-642-54900-1. OCLC:54364165.
18. ↑  Tomita, Taketeru; Murakumo, Kiyomi; Komoto, Shinya; Dove, Alistair; Kino, Masakatsu; Miyamoto, Kei; Toda, Minoru (29 Jun 2020). "Armored eyes of the whale shark". PLOS ONE (بالإنجليزية). 15 (6): e0235342. DOI:10.1371/journal.pone.0235342. ISSN:1932-6203. PMC:7323965. PMID:32598385.{{استشهاد بدورية محكمة}}:  صيانة الاستشهاد: دوي مجاني غير معلم (link)
19. ↑  "Whale Sharks Have Tiny Teeth on Their Eyeballs" (بالإنجليزية). Archived from the original on 2021-01-09. Retrieved 2021-03-05.
20. ↑  Read، Timothy D.؛ Petit، Robert A.؛ Joseph، Sandeep J.؛ Alam، Md. Tauqeer؛ Weil، M. Ryan؛ Ahmad، Maida؛ Bhimani، Ravila؛ Vuong، Jocelyn S.؛ Haase، Chad P. (ديسمبر 2017). "Draft sequencing and assembly of the genome of the world's largest fish, the whale shark: Rhincodon typus Smith 1828". BMC Genomics. ج. 18 ع. 1: 532. DOI:10.1186/s12864-017-3926-9. ISSN:1471-2164. PMC:5513125. PMID:28709399.{{استشهاد بدورية محكمة}}:  صيانة الاستشهاد: دوي مجاني غير معلم (link)
21. 1 2  Meekan, Mark G.; Taylor, Brett M.; Lester, Emily; Ferreira, Luciana C.; Sequeira, Ana M. M.; Dove, Alistair D. M.; Birt, Matthew J.; Aspinall, Alex; Brooks, Kim; Thums, Michele (2020). "Asymptotic Growth of Whale Sharks Suggests Sex-Specific Life-History Strategies". Frontiers in Marine Science (بالإنجليزية). 7. DOI:10.3389/fmars.2020.575683. ISSN:2296-7745. S2CID:221712078. Archived from the original on 2021-01-20.{{استشهاد بدورية محكمة}}:  صيانة الاستشهاد: دوي مجاني غير معلم (link)
22. 1 2  Wintner، Sabine P. (2000). "Preliminary Study of Vertebral Growth Rings in the Whale Shark, Rhincodon typus, from the East Coast of South Africa". Environmental Biology of Fishes. ج. 59 ع. 4: 441–451. DOI:10.1023/A:1026564707027. S2CID:20461057.
23. 1 2 3 4  Ong، Joyce J. L.؛ Meekan، Mark G.؛ Hsu، Hua Hsun؛ Fanning، L. Paul؛ Campana، Steven E. (6 أبريل 2020). "Annual Bands in Vertebrae Validated by Bomb Radiocarbon Assays Provide Estimates of Age and Growth of Whale Sharks". Frontiers in Marine Science. ج. 7. DOI:10.3389/fmars.2020.00188.
24. 1 2  Colman, J. G. (1997). "A review of the biology and ecology of the whale shark". Journal of Fish Biology (بالإنجليزية). 51 (6): 1219–1234. DOI:10.1111/j.1095-8649.1997.tb01138.x. ISSN:1095-8649. PMID:29991171.
25. 1 2  Stevens، J. D. (1 مارس 2007). "Whale shark (Rhincodon typus) biology and ecology: A review of the primary literature". Fisheries Research. Whale Sharks: Science, Conservation and Management. ج. 84 ع. 1: 4–9. DOI:10.1016/j.fishres.2006.11.008. ISSN:0165-7836.
26. 1 2 3  Rowat, D.; Brooks, K. S. (2012). "A review of the biology, fisheries and conservation of the whale shark Rhincodon typus". Journal of Fish Biology (بالإنجليزية). 80 (5): 1019–1056. DOI:10.1111/j.1095-8649.2012.03252.x. ISSN:1095-8649. PMID:22497372. S2CID:7243391. Archived from the original on 2020-07-27.
27. ↑  Norman, Bradley M.; Stevens, John D. (1 Mar 2007). "Size and maturity status of the whale shark (Rhincodon typus) at Ningaloo Reef in Western Australia". Fisheries Research. Whale Sharks: Science, Conservation and Management (بالإنجليزية). 84 (1): 81–86. DOI:10.1016/j.fishres.2006.11.015. ISSN:0165-7836. Archived from the original on 2017-07-02.
28. ↑  Rohner, C. A.; Richardson, A. J.; Marshall, A. D.; Weeks, S. J.; Pierce, S. J. (2011). "How large is the world's largest fish? Measuring whale sharks Rhincodon typus with laser photogrammetry". Journal of Fish Biology (بالإنجليزية). 78 (1): 378–385. DOI:10.1111/j.1095-8649.2010.02861.x. PMID:21235570. S2CID:6882935. Archived from the original on 2021-02-27.
29. ↑  Wright, E. Perceval (Edward Perceval), 1834-1910. (2011). Six months at the Seychelles : letter to A. Searle Hart, LL. D., S.F.T.C.D. British Library, Historical Print Editions. ISBN:9781241491611. OCLC:835888086.{{استشهاد بكتاب}}:  صيانة الاستشهاد: أسماء عددية: قائمة المؤلفين (link) صيانة الاستشهاد: أسماء متعددة: قائمة المؤلفين (link)
30. ↑  Smith، H. M. (13 نوفمبر 1925). "A Whale Shark (Rhineodon) in the Gulf of Siam". Science. ج. 62 ع. 1611: 438. Bibcode:1925Sci....62..438S. DOI:10.1126/science.62.1611.438. ISSN:0036-8075. PMID:17732228.
31. ↑  Gudger, E. W. (1938). "Whale Sharks Rammed by Ocean Vessels: How These Sluggish Leviathans Aid in Their Own Destruction". New England Naturalist. (بالإنجليزية). New England Museum of Natural History: Boston Society of Natural History. 1–15. OCLC:1759776.
32. ↑  Maniguet، Xavier (1992). The Jaws of Death: Shark as Predator, Man as Prey. HarperCollins Publishers Limited. ISBN:978-0-00-219960-5.
33. ↑  Eckert, Scott A.; Stewart, Brent S. (1 Feb 2001). "Telemetry and Satellite Tracking of Whale Sharks, Rhincodon Typus, in the Sea of Cortez, Mexico, and the North Pacific Ocean". Environmental Biology of Fishes (بالإنجليزية). 60 (1): 299–308. DOI:10.1023/A:1007674716437. ISSN:1573-5133. S2CID:22173382.
34. ↑  Katkar, B.N. (1996). "Turtles and whale shark landed along ratnagiri coast, maharashtra". Marine Fisheries Information Service (بالإنجليزية). 141: 20. Archived from the original on 2020-12-05.
35. ↑  Venkatesan، V؛ Ramamurthy، N؛ Boominathan، N؛ Gandhi، A (2008). "Stranding of a whale shark, Rhincodon typus (smith) at Pamban, Gulf of Mannar" (PDF). Marine Fisheries Information Service. ج. 198: 19–22. مؤرشف من الأصل (PDF) في 2020-12-05.
36. ↑  Borrell, Asunción; Aguilar, Alex; Gazo, Manel; Kumarran, R. P.; Cardona, Luis (2011). "Stable isotope profiles in whale shark (Rhincodon typus) suggest segregation and dissimilarities in the diet depending on sex and size". Environmental Biology of Fishes (بالإنجليزية). 92 (4): 559–567. DOI:10.1007/s10641-011-9879-y. ISSN:0378-1909. S2CID:37683420.
37. ↑  Hasan، Saad (10 فبراير 2012). "Experts to cut up 40.1-foot long whale shark today". The Express Tribune. مؤرشف من الأصل في 2020-08-20.
38. 1 2 3 4 5 6  "Whale Shark". الاتحاد الدولي لحفظ الطبيعة. مؤرشف من الأصل في 2021-02-24. اطلع عليه بتاريخ 2020-11-28.
39. ↑  Howard، Brian C. (28 يونيو 2016). "Whale Sharks Move in Mysterious Ways: Watch Them Online". National Geographic Society. مؤرشف من الأصل في 2020-04-25. اطلع عليه بتاريخ 2016-08-12.
40. ↑  "Drive to conserve whale shark". The Hindu. 30 أغسطس 2017. مؤرشف من الأصل في 2020-06-11 – عبر www.thehindu.com.
41. ↑  Kaushik، Himanshu (30 أغسطس 2014). "Whale sharks found off Gujarat coast no expats, they are Indian". The Times of India. مؤرشف من الأصل في 2020-07-21. اطلع عليه بتاريخ 2016-05-12.
42. ↑  Dekker، Stefanie (17 يوليو 2020). "'What a privilege': Swimming with endangered whale sharks in Qatar". Aljazeera. مؤرشف من الأصل في 2020-12-04. اطلع عليه بتاريخ 2020-07-28.
43. ↑  de la Parra Venegas، Rafael؛ Hueter، Robert؛ Cano، Jaime González؛ Tyminski، John؛ Remolina، José Gregorio؛ Maslanka، Mike؛ Ormos، Andrea؛ Weigt، Lee؛ Carlson، Bruce؛ Dove، Alistair (29 أبريل 2011). "An Unprecedented Aggregation of Whale Sharks, Rhincodon typus, in Mexican Coastal Waters of the Caribbean Sea". PLOS ONE. 4. ج. 6 ع. 4: e18994. Bibcode:2011PLoSO...618994D. DOI:10.1371/journal.pone.0018994. PMC:3084747. PMID:21559508.{{استشهاد بدورية محكمة}}:  صيانة الاستشهاد: دوي مجاني غير معلم (link)
44. ↑  Dove، Alistair (27 يناير 2015)، Yucatan Whale Sharks Swimming in Troubled Waters، مؤرشف من الأصل في 2017-11-07
45. ↑  Clingham، Elizabeth؛ Brown، Judith؛ Henry، Leeann؛ Beard، Annalea؛ Dove، Alistair D (2016). Evidence that St. Helena island is an important multi-use habitat for whale sharks, Rhincodon typus , with the first description of putative mating in this species. DOI:10.7287/peerj.preprints.1885v1. OCLC:8162956757. مؤرشف من الأصل في 2021-02-25.{{استشهاد بكتاب}}:  صيانة الاستشهاد: دوي مجاني غير معلم (link)
46. ↑  "Attempted Whale Shark Mating Caught on Camera for the First Time in History". livescience.com. مؤرشف من الأصل في 2020-12-29.
47. ↑  Joung، Shoou-Jeng؛ وآخرون (يوليو 1996). "The whale shark, Rhincodon typus, is a livebearer: 300 embryos found in one 'megamamma' supreme". Environ. Biol. Fish. ج. 46 ع. 3: 219–223. DOI:10.1007/BF00004997. S2CID:22250254.
48. ↑  Clark، Eugenie. "Frequently Asked Questions". Sharklady. مؤرشف من الأصل في 2001-03-05. اطلع عليه بتاريخ 2006-09-26.
49. ↑  Schmidt، Jennifer V.؛ Chen، Chien-Chi؛ Sheikh، Saad I.؛ Meekan، Mark G.؛ Norman، Bradley M.؛ Joung، Shoou-Jeng (4 أغسطس 2010). "Paternity analysis in a litter of whale shark embryos". Endangered Species Research. ج. 12 ع. 2: 117–124. DOI:10.3354/esr00300.
50. ↑  "Tiny whale shark rescued – World news – World environment". Associated Press via NBC News. 2009. مؤرشف من الأصل في 2020-10-21.
51. ↑  "St Helena whale sharks cause stir in Atlanta". South Atlantic Media Services. 14 نوفمبر 2013. مؤرشف من الأصل في 2023-05-18. اطلع عليه بتاريخ 2016-05-12. [وصلة مكسورة]
52. ↑  "'Largest number in years': Over 100 new whale sharks spotted in Donsol". Rappler.com. 30 أغسطس 2019. مؤرشف من الأصل في 2020-06-15. اطلع عليه بتاريخ 2020-03-04.
53. ↑  Morelle، Rebecca (17 نوفمبر 2008). "Shark-cam captures ocean motion". BBC News. مؤرشف من الأصل في 2021-02-05. اطلع عليه بتاريخ 2009-07-30.
54. 1 2  Jurassic Shark (2000) documentary by Jacinth O'Donnell; broadcast on قناة ديسكفري, 5 August 2006
55. ↑  Motta، Philip J.؛ وآخرون (2010). "Feeding anatomy, filter-feeding rate, and diet of whale sharks Rhincodon typus during surface ram filter feeding off the Yucatan Peninsula, Mexico" (PDF). Zoology. ج. 113 ع. 4: 199–212. DOI:10.1016/j.zool.2009.12.001. PMID:20817493. مؤرشف من الأصل (PDF) في 2020-03-22.
56. 1 2  Martin، R. Aidan. "Elasmo Research". ReefQuest. مؤرشف من الأصل في 2021-03-01. اطلع عليه بتاريخ 2006-09-17.
57. ↑  "Whale shark". Ichthyology at the Florida Museum of Natural History. 11 مايو 2017. مؤرشف من الأصل في 2016-01-08. اطلع عليه بتاريخ 2006-09-17.
58. ↑  Schmidt، Jennifer V. (4 ديسمبر 2010). "Whale Sharks are BIG eaters!". The Shark Research Institute. مؤرشف من الأصل في 2018-12-21. اطلع عليه بتاريخ 2016-04-24.
59. ↑  "Rhincodon typus (whale shark)". Animal Diversity Web. مؤرشف من الأصل في 2021-02-24. اطلع عليه بتاريخ 2016-09-01.
60. ↑  Compagno، Leonard J. V. (26 أبريل 2002). Sharks of the World: An Annotated and Illustrated Catalogue of Shark Species Known to Date: Bullhead, Mackerel and Carpet Sharks. Food & Agriculture Organization of the United Nations (FAO). ج. 2. ISBN:978-92-5-104543-5.
61. ↑  "Favorite Wins of 2013". Break.com. ص. 1:24. مؤرشف من الأصل في 26 أغسطس 2014. اطلع عليه بتاريخ 24 سبتمبر 2014.
62. ↑  Robbins J. (18 July 2017). Watch Iranian fisherman 'surf' on top of a whale shark across the Persian Gulf. إنترناشيونال بيزنس تايمز. Retrieved on 29 September 2017 نسخة محفوظة 1 ديسمبر 2020 على موقع واي باك مشين.
63. ↑  Whitehead, Darren Andrew (2014) Establishing a quantifiable model of whale shark avoidance behaviours to anthropogenic impacts in tourism encounters to inform management actions, University of Hertfordshire. نسخة محفوظة 27 نوفمبر 2020 على موقع واي باك مشين.
64. 1 2  Pictures of the Day: Tuesday, Aug. 04, 2009. Time magazine, "A 40-foot whale shark and a brave snorkeler swim off the South African coast." نسخة محفوظة 24 فبراير 2021 على موقع واي باك مشين.
65. ↑  Duffy، Clinton A. J.؛ Francis، Malcolm؛ Dunn، M. R.؛ Finucci، Brit؛ Ford، Richard؛ Hitchmough، Rod؛ Rolfe، Jeremy (2018). Conservation status of New Zealand chondrichthyans (chimaeras, sharks and rays), 2016 (PDF). Wellington, New Zealand: Department of Conservation. ص. 11. ISBN:9781988514628. OCLC:1042901090. مؤرشف من الأصل (PDF) في 2019-01-28.
66. ↑  "Memorandum of understanding on the conservation of migratory sharks" (PDF). Convention on migratory species. ص. 10. مؤرشف من الأصل (PDF) في 2021-02-24.
67. ↑  Whale Sharks Receive Protection in the Philippines. hayop.0catch.com. 27 March 1998 نسخة محفوظة 16 فبراير 2020 على موقع واي باك مشين.
68. ↑  National Regulations on Whale Shark fishing. Department of Sustainability, Environment, Water, Population and Communities. نسخة محفوظة 2012-12-19 على موقع واي باك مشين.
69. ↑  COA bans fishing for whale sharks. Taipei Times, 27 May 2007, p. 4. نسخة محفوظة 1 يناير 2021 على موقع واي باك مشين.
70. ↑  Handwerk, Brian (24 September 2010) Whale Sharks Killed, Displaced by Gulf Oil? National Geographic News. نسخة محفوظة 1 يناير 2021 على موقع واي باك مشين.
71. ↑  Whale shark. cites.org نسخة محفوظة 1 مارس 2021 على موقع واي باك مشين.
72. ↑  "Hundreds of sharks killed in China". 5 فبراير 2014. مؤرشف من الأصل في 2020-11-29.
73. 1 2 3 4 5  Matsumoto; Toda; Matsumoto; Ueda; Nakazato; Sato; Uchida (2017). "Notes on Husbandry of Whale Sharks, Rhincodon typus, in Aquaria". In Smith, Mark; Warmolts; Thoney; Hueter; Murray; Ezcurra (eds.). The Elasmobranch Husbandry Manual II (بالإنجليزية). Ohio Biological Survey. pp. 15–22. ISBN:9780867271676. OCLC:1001957014.
74. 1 2 3  Moore, M. (25 أكتوبر 2010). "Conservationists round on Chinese whale shark aquarium". The Telegraph. مؤرشف من الأصل في 2020-08-06.
75. 1 2 3  Mollet, H. (سبتمبر 2012). "Whale Shark Rhincodon typus Smith, 1828 in Captivity". مؤرشف من الأصل في 2021-02-24.
76. 1 2 3  Schreiber, C; Coco, C (2017). "Husbandry of Whale Sharks". In Smith, Mark; Warmolts; Thoney; Hueter; Murray; Ezcurra (eds.). The Elasmobranch Husbandry Manual II (بالإنجليزية). Ohio Biological Survey. pp. 87–98. ISBN:9780867271676. OCLC:1001957014.
77. ↑  "Dubai hotel releases whale shark back into the wild". Associated Press. 20 مارس 2010. مؤرشف من الأصل في 2015-08-07.
78. ↑  Bennett; Kaiser; Selvan; Hueter; Tyminski; Lötter (2017). "Rescue, Rehabilitation and Release of a Whale Shark, Rhincodon typus, in the Arabian Gulf". In Smith, Mark; Warmolts; Thoney; Hueter; Murray; Ezcurra (eds.). The Elasmobranch Husbandry Manual II (بالإنجليزية). Ohio Biological Survey. pp. 229–235. ISBN:9780867271676. OCLC:1001957014.
79. ↑  Chua, G. (16 مايو 2009). "No whale sharks at Sentosa IR". Wild Singapore News. مؤرشف من الأصل في 2017-11-09.
80. ↑  Moore, M. (4 يونيو 2006). "Georgia Aquarium Whale Sharks Receive Special UPS Delivery; Two Resident Male Whale Sharks are Joined by Two Females". BusinessWire. مؤرشف من الأصل في 2021-02-25.
81. ↑  "Aquarium gains two new whale sharks". CNN. 1 يونيو 2007. مؤرشف من الأصل في 2007-06-03.
82. 1 2  Sundquist, T. (18 سبتمبر 2013). "Transporting the World's Largest Fish: A Whale [Shark] of a Task". Promega Connections. مؤرشف من الأصل في 2020-12-02.
83. ↑  Briggs، Helen (17 مايو 2018). "Madagascar emerges as whale shark hotspot". BBC News. مؤرشف من الأصل في 2020-11-09. اطلع عليه بتاريخ 2018-09-12.
84. ↑  Ocean Ambassadors – Sharks. Oneocean.org. Retrieved 23 May 2013. نسخة محفوظة 27 فبراير 2021 على موقع واي باك مشين.
85. ↑  Cannon، Marisa (21 يوليو 2015). "Swimming with whale sharks in the Philippines". cnn.com. CNN. مؤرشف من الأصل في 2017-03-14. اطلع عليه بتاريخ 2015-08-16.
86. ↑  "Whale Shark". Discovery.com. 5 سبتمبر 2013. مؤرشف من الأصل في 2009-03-04. اطلع عليه بتاريخ 2011-11-03.
87. ↑  "Rhincodon typus summary page". FishBase. مؤرشف من الأصل في 2020-10-17. اطلع عليه بتاريخ 2020-07-03.

### باللغة العربيَّة
1. ↑  شفيق الخطيب، أحمد (1985م). مَوْسُوعَة الطّبيعَة المُيَسّرَة (ط. الأولى). بيروت - لبنان: مكتبة لبنان ناشرون. ص. 125. اطلع عليه بتاريخ 3 تموز (يوليو) 2020م. {{استشهاد بكتاب}}: تحقق من التاريخ في: |تاريخ الوصول= و|سنة= (مساعدة)
2. ↑  البعلبكي، روحي (1995م). المورد قامًوس عَرَبي - إنكليزي (ط. السابعة). بيروت - لبنان: دار العلم للملايين. ص. 856. اطلع عليه بتاريخ 3 تموز (يوليو) 2020م. {{استشهاد بكتاب}}: تحقق من التاريخ في: |تاريخ الوصول= و|سنة= (مساعدة)
3. 1 2 3  "ترجمة ومعنى whale shark في قاموس عربي إنجليزي". قاموس المعاني. مؤرشف من الأصل في 3 تموز (يوليو) 2020م. اطلع عليه بتاريخ 3 تموز (يوليو) 2020م. {{استشهاد ويب}}: تحقق من التاريخ في: |تاريخ الوصول= و|تاريخ أرشيف= (مساعدة)
4. ↑  مكتب البحوث (2012م). الموسوعة العلمية الشاملة عالم الحيوان (ط. الأولى). بيروت - لبنان: دار الفكر. ص. 240. مؤرشف من الأصل في 3 يوليو 2020. اطلع عليه بتاريخ 3 تموز (يوليو) 2020م. {{استشهاد بكتاب}}: تحقق من التاريخ في: |تاريخ الوصول= و|سنة= (مساعدة)